# 臺南舊魚市場
22°59′37″N 120°11′33″E / 22.993642°N 120.192397°E

2016年的臺南舊魚市場

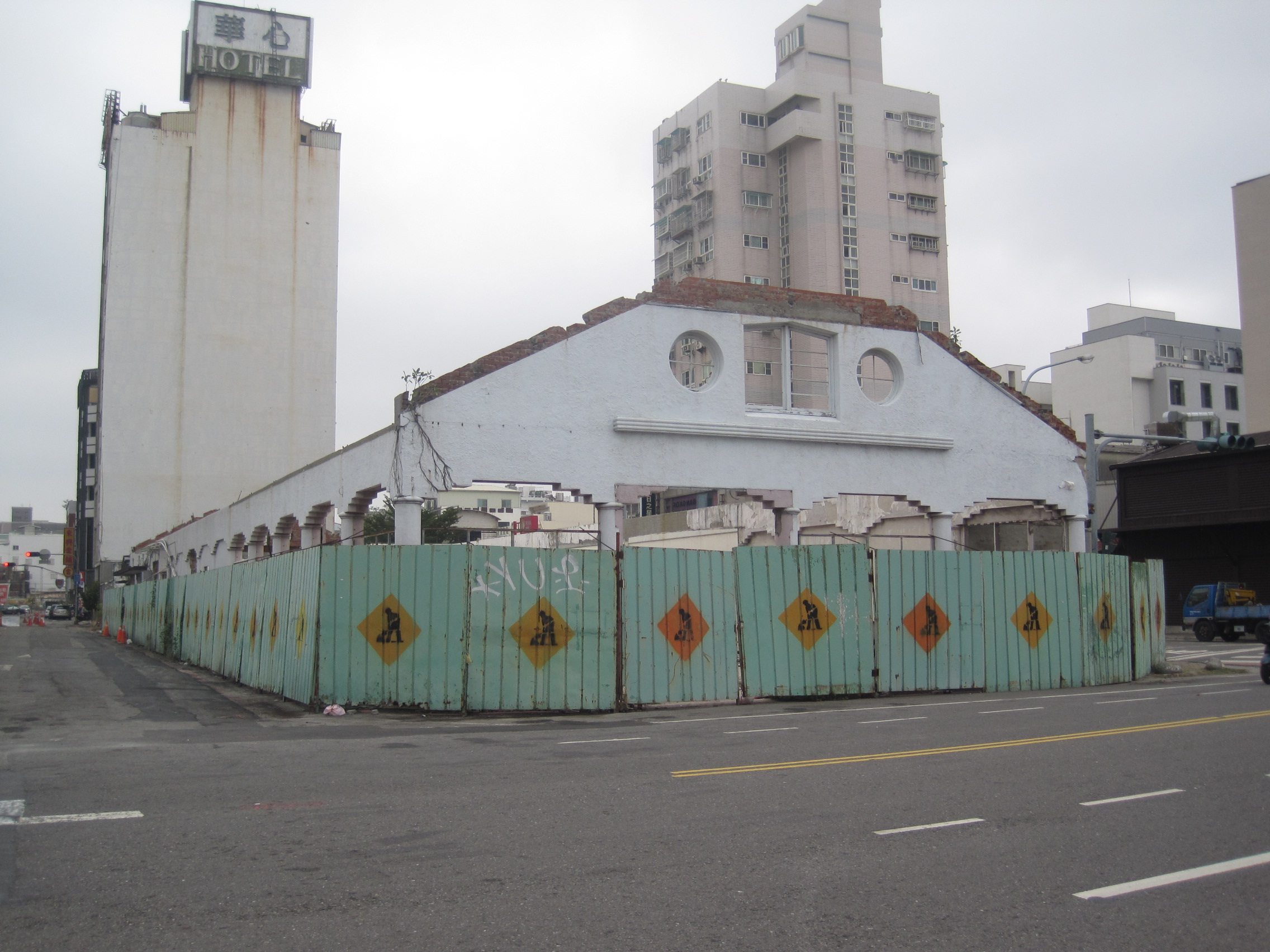
2017年，拆除屋頂木構後的臺南舊魚市場。

臺南舊魚市場，為臺南在日治時期專營魚貨拍賣批發的市場，位於臺南市中西區。

## 沿革

### 西市場內附設漁獲攤位
1905年臺南西市場為府城內首個具現代化建築與設備的公營市場市場，經營肉品、漁獲、蔬菜、水果等食材批發零售，可說是府城地區主要的食材批貨來源地。換言之，西市場內已有漁獲攤位。除了攤商外，有些與食材相關的營運公司、單位，也在西市場內部設置辦事處。如臺灣漁業株式會社支店於1915年承租中央棟二樓辦公，以便進行漁獲交易。:134

### 魚市場獨立
1911年，依據市場取締規則所紀錄，魚市場獨立出來營運，為漁獲拍賣批發性質，空間使用西市場內部，於1915年設有「魚市場」。:136-137

### 魚市搬遷
安平運河於1926年完工後，漁船可沿運河駛入市區。隨著西市場內日益飽和、魚市場經營擴大的需求與衛生管理:139，在1935年於運河船溜南側興建一座新式現代化設施的魚市場，以因應需求。隔年（1936年）5月7日舉行建築落成典禮，同年完成搬遷，成為台南第一座專門魚貨拍賣市場。

### 戰後
臺南舊魚市場建築於日本時代落成後，一直營運到戰後。在運河旁的魚市場建物，於戰後持續作為魚市場使用，聚集來自澎湖的海產及乾貨。1980年代，因臺南運河原有碼頭功能的船溜遭填平，興建中國城，漁船無法駛入停留，同期安平港邊碼頭設有小型近海漁船批發市場:140，故1981年魚市場遂搬遷至安平港邊，原址建物改為臺南市區漁會辦公室使用，後來還因臺南運河船溜填平興建臺南中國城，影響船隻停泊:140。

### 現今
2016年，因為中國城暨運河星鑽跨區段徵收案，舊魚市場也在徵收範圍內並規劃成商業用地，因而臺南市政府要求漁會遷移（建物所有權登記在市政府名下）。該建物雖非政府公告的文化資產，但已有80年歷史，且為運河盲段填平後見證當地曾有漁業活動的史蹟，因而引發了反對拆除的意見。後來臺南市政府文化局因為地方文史人士的反對意見，宣布暫停該建物的拆除作業，並在9月舉辦的第二場說明會提出4種保存方案。
2017年，有文史人士反應臺南市政府在第二場說明會只承諾會保留，但相關的後續動向不明。文化局長葉澤山對此表示市府已決定保存，但因為相關都市計畫的問題，原地保存有困難，確切的保存方式仍有待研議。
2018年10月，臺南市政府地政局表示，魚市場確定原地保留。2020年開始進行景觀改造工程，由港濱歷史公園裝置藝術「大魚的祝福」設計藝術家楊士毅操刀，命名為「大海的寶物」。2023年在保留原始四面牆的前提下於原址興建地上7層、地下2層的旅館，由荷蘭MVRDV建築團隊、慶峯投資股份有限公司共同規劃，預計2026年開幕。

## 建築設施
魚市場的經營，在日本時代主要是由臺南水產會負責，戰後則是由漁會營運。1936年落成的魚市場為一現代化建築，以紅磚鋼筋混凝土建造，佔地約三百餘坪。內部依據使用功能，分別有幾種類型的空間：屬於處理事務類型的，如客人室、接待室、辦公室、值班室、雜工室、文件庫；屬於漁獲販售使用，如拍賣場、中盤商室、置物室、冷藏庫、賣家休息室等。:139

## 臺南市漁業組織
日本時代的臺南市漁業組織可大致分為三個系統，分別面向漁民、市場營運、漁獲經銷，戰後三者統合為一漁會系統。:140

### 臺南魚市場
由市役所主管直營，負責規劃與興建市場硬體。其乃依據臺灣總督府在1904年頒布的六十五號令，規定各地市場與屠畜場為公共建造物，且市場為公共事業，由地方政府為直屬管理單位。更在1937年的〈臺灣都市計畫令實施細則〉，將市場視為都市計畫中的一環。

### 臺南漁業組合
以漁戶為主，為今漁會的主要前身。以漁戶為主，主要為促進與引導漁業，維護漁村發展。依據所在地點而各自有各地的漁業組合、漁業合作社等。

### 臺南水產會
1925年3月18日成立，於台南州廳設置事務所。其負責業務主要為魚市場的經營，業務項目有：仲介斡旋、冷藏庫設置、共同販賣所設置補助、共同購買事業補助、新調漁具補助、魚燻製造獎勵、辦理講習會、魚市經營等。